# Nobutsugu Koenuma

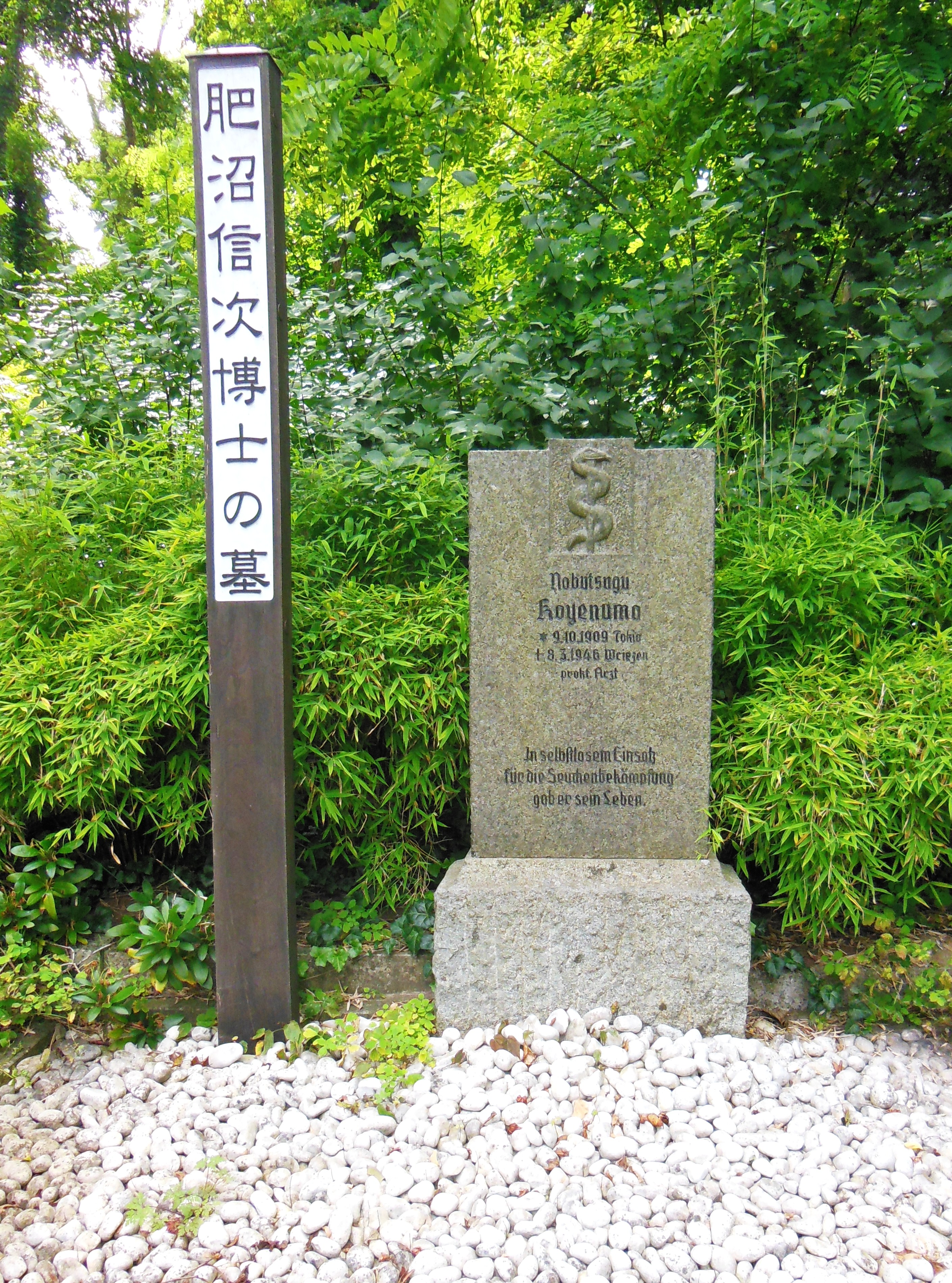
Grab von Nobutsugu Koenuma auf dem Friedhof von Wriezen

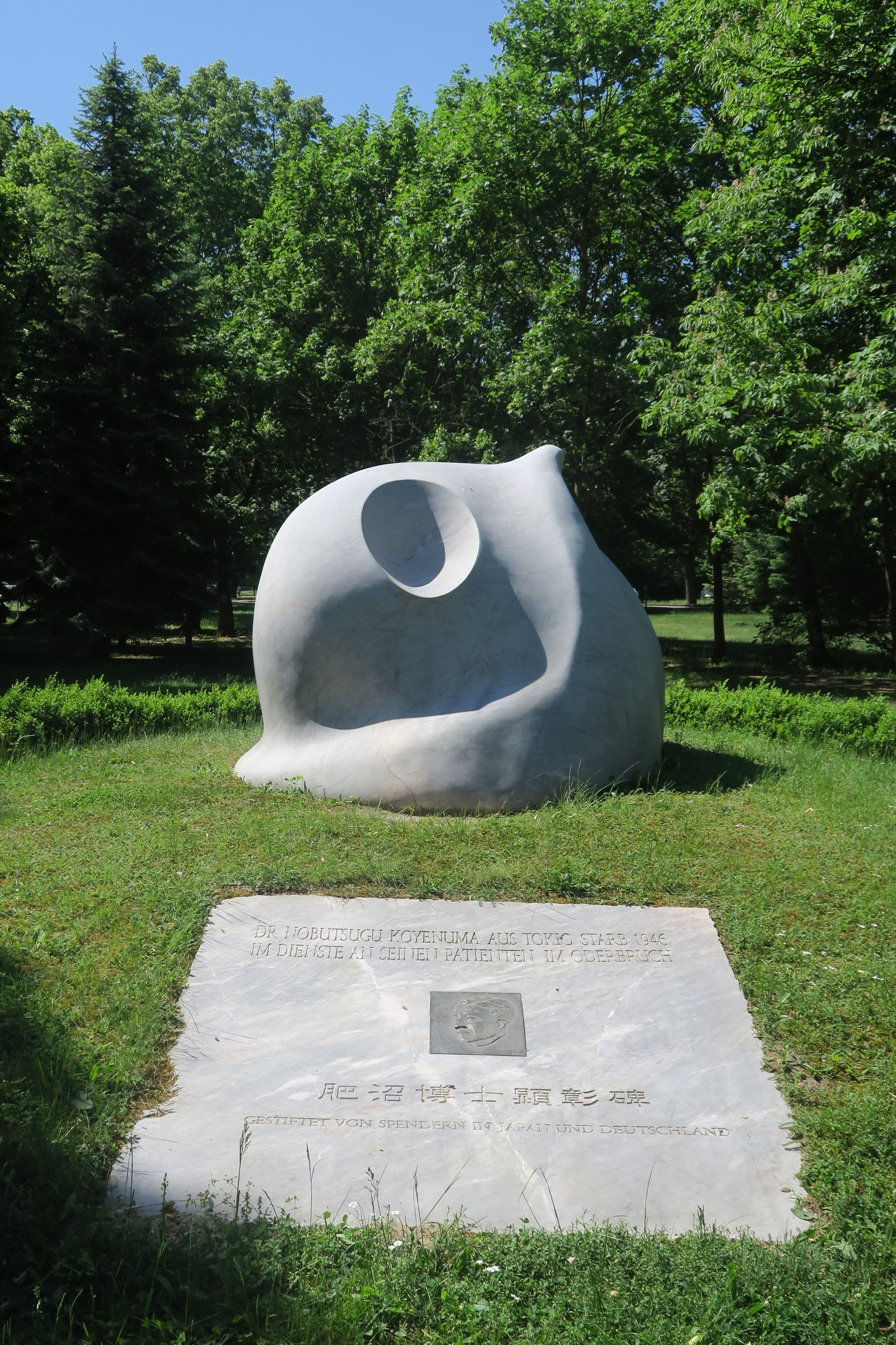
Koenuma-Denkmal im Park vor dem Rathaus

Nobutsugu Koenuma (auch Koyenuma; jap. 肥沼 信次, Koenuma Nobutsugu; * 9. Oktober 1908 in Hachiōji; † 8. März 1946 in Wriezen) war ein japanischer Arzt mit Wirkungsbereich in Deutschland.

## Leben
Nobutsugu Koenuma wurde in der japanischen Stadt Hachiōji in der Nähe von Tokio als ältester Sohn eines Chirurgen und dessen Frau geboren.
Koenuma absolvierte sein Medizinstudium an der Japanischen Medizinhochschule in Tokio und arbeitete später als Forschungsassistent in der Abteilung für Radiologie der Medizinischen Fakultät der Kaiserlichen Universität Tokio.
Im Frühjahr 1937 kam Koenuma als Regierungsstipendiat Japans nach Deutschland. Er studierte zunächst am Kochinstitut der Berliner Friedrich-Wilhelms-Universität (heute Humboldt-Universität zu Berlin), wechselte dann aber als wissenschaftlicher Gast an deren Institut für Strahlenforschung. Im Jahr 1939 wurde Koenuma Stipendiat der Alexander von Humboldt-Stiftung.
Im Laufe der nächsten vier Jahre arbeitete er zunächst als wissenschaftliche Hilfskraft und später als planmäßiger Assistent am Institut für Strahlenforschung. Schon ab 1937 hatte er zahlreiche Fachartikel veröffentlicht. Im Februar 1944 schloss Koenuma die Arbeit an seiner Habilitationsschrift zum Thema: „Über den Wirkungsmechanismus der Röntgenstrahlung und des Ultraviolettes auf wässrige Eiweiß- und Thymonukleinsäurelösung“ ab.
Mit der näher an Berlin herankommenden Ostfront 1945 empfahl die japanische Botschaft allen Landsleuten Berlin zu verlassen. Aufgrund einer Liebesbeziehung zu einer Deutschen entschied sich Koenuma allerdings in der Nähe Berlins zu bleiben.
Nach der Niederlage Deutschlands und Errichtung der sowjetischen Besatzungszone in Ost-Deutschland wurde Koenuma im September 1945 von dem sowjetischen Bezirkskommandanten nach Wriezen beordert, um dort als leitender Arzt die grassierenden Infektionskrankheiten, vor allem den Flecktyphus, zu bekämpfen. Die Seuchenstation war in dem Gebäude des heutigen Rathauses von Wriezen eingerichtet worden.
Unter widrigen Bedingungen und unter Einsatz seines Lebens behandelte Koenuma in Wriezen zahllose Seuchenerkrankte – fast durchweg deutsche Flüchtlinge aus den ehemaligen deutschen Ostgebieten, machte Hausbesuche und versuchte die in großen Mengen benötigten Medikamente zu akquirieren.
In Folge der mangelnden Hygiene auf der Seuchenstation erkrankte er im Februar 1946 selbst an Typhusfieber, woran er am 8. März 1946 starb.
Für seine Verdienste wurde er am 3. Juli 1994 posthum zum Ehrenbürger der Stadt Wriezen ernannt.
Im Dezember 2008 wurde der Koyenuma-Fonds bei der Stiftung Oderbruch eingerichtet. Der japanische Maler Tatsuhiko Yokoo und der deutsche Bildhauer Axel Anklam wurden mit der Schaffung eines Denkmals an Koenuma beauftragt, an dem jährlich die Stadt Wriezen eine Gedenkveranstaltung abhält. Auf dem Friedhof direkt neben der Gedenkstätte ist er begraben.
Zur Erinnerung an ihren japanischen Ehrenbürger hat die Stadt Wriezen einen Beachpark nach ihm benannt. Das örtliche Gymnasium hat über ein Schüler-Austauschprogramm mit Koenumas Heimatstadt in Japan rege deutsch-japanische Beziehungen etabliert. 
Das Koyenuma-Komitee in Hachiōji trat an die Stadt Wriezen mit dem Wunsch heran, eine Straße nach Dr. Koyenuma zu benennen. Im Gegenzug schenkten die Japaner der Stadt Wriezen Kirschbäume. Das Stadtparlament entschied nach einer Bürgerbefragung, die Steuerstraße in Dr.-Koyenuma-Straße umzubenennen. Diese wurde zum 112. Geburtstag eingeweiht.